# William Charles Brenke
William Charles Brenke (Berlim, 12 de abril de 1874 – 1964) foi um matemático estadunidense que introduziu os polinômios de Brenke-Chihara e publicou diversos livros.
Obteve um PhD em matemática na Universidade Harvard, orientado por Maxime Bôcher. Lecionou no Departamento de Matemática da Universidade de Nebraska-Lincoln de 1908 a 1944.

## Publicações
- Brenke, W. C. (1930). «On polynomial solutions of a class of differential equations of the second order». Bull. Amer. Math. Soc. 36 (2): 77–84. MR 1561893. doi:10.1090/s0002-9904-1930-04888-0
- Brenke, W. C. (1933). «On the summability and general sum of a series of Legendre polynomials». Bull. Amer. Math. Soc. 39 (10): 821–824. MR 1562735. doi:10.1090/s0002-9904-1933-05753-1